# Podvrsta (biologija)
Podvrsta (latinsko subspecies, v znanstveni literaturi pogosto krajšano kot subsp. ali ssp.) je v biologiji taksonomska stopnja, nižja od vrste, in hkrati ime taksona na tej stopnji. Definirana je kot skupina pripadnikov neke vrste, ki se jasno loči od drugih pripadnikov te vrste (po telesni zgradbi, genotipu itd.), a so še sposobni uspešno križati z njimi. Oznaka se ne nanaša na dejanski pojav križanja, temveč le na možnost uspešnega križanja. Tako lahko podvrsti ločuje geografska pregrada in do križanja ne prihaja, a če ni med njima bistvenih genetskih ali vedenjskih razlik, sta še vedno prepoznani kot del iste vrste (lahko pa iz njiju sčasoma nastaneta ločeni vrsti če se pregrada ohrani).
Podvrsta ne more obstajati samostojno. Vrsta ima bodisi opisani dve ali več podvrst, bodisi nima podvrst. Vrsto, ki ima dve ali več podvrst, imenujemo politipska. Podvrsta, po kateri je vrsta opisana, je nominalna in ima ime enako kot vrstno ime. Za primer, nepigmentirana podvrsta človeške ribice je nominalna, njeno znanstveno ime je Proteus anguinus anguinus (druga podvrsta je črni močeril Proteus anguinus parkelj).
V zoologiji in bakteriologiji je podvrsta edini taksonomski rang nižje od vrste. Botanika pozna več rangov, od katerih je podvrsta najvišji. Ime podvrste je del tričlenskega znanstvenega imena podvrste in se piše z malo začetnico. Kadar je del botaničnega imena, ga nujno spremlja oznaka subsp. da se loči od ostalih taksonomskih stopenj.